# Línea 20 (EMT Madrid)
La línea 20 de la EMT de Madrid une Sol / Sevilla con el área intermodal de Pavones, en el distrito de Moratalaz.

## Características
La línea 20 es radial, conecta el centro con barrios del extrarradio situados en el distrito de Moratalaz. Entre todas las líneas que prestan servicio en dicho distrito, esta es la que mayor frecuencia de paso tiene. Dentro de Moratalaz, la línea presta servicio a los barrios de Fontarrón y Vinateros.
Al principio de la creación de esta línea, se limitaba a circular entre la Puerta del Sol y el Hospital Niño Jesús, siendo ampliada en 1961 para dar servicio al barrio de la Estrella. En 1970 se prolongó a la Plaza del Encuentro (por aquel entonces, Plaza Pablo Garnica) en Moratalaz y se fue ampliando por el distrito según se iba consolidando. Concretamente, el 4 de junio de 1973 prolongó su recorrido a la calle Encomienda de Palacios y el 1 de septiembre de 1990 a la calle Fuente Carrantona.
Antes de la finalización del área intermodal de Pavones en julio de 2005, la línea acababa su recorrido junto al Polideportivo de Moratalaz, en la calle Valdebernardo, punto desde el cual se amplió su recorrido para juntar su cabecera con la de otras líneas que daban servicio al distrito de Moratalaz. En ese momento, la línea pasó de denominarse Sol - Moratalaz a Puerta del Sol - Pavones.
El 18 de febrero de 2006 la línea prolongó su recorrido por el barrio de Moratalaz, para atender mejor las necesidades de desplazamiento derivadas de la ubicación del Centro de Salud Moratalaz y mejorar la accesibilidad de los residentes en el entorno de Arroyo Fontarrón y Encomienda de Palacios. En sentido Puerta del Sol seguía desde el intercambiador de Pavones por la C/ Hacienda de Pavones, C/Valdebernardo, C/ Encomienda de Palacios a su ruta habitual. En sentido Pavones desde la C/ Pico de los Artilleros continuaba por C/ Encomienda de Palacios, C/ Arroyo Fontarrón, C/ Fuente Carrantona, C/ Encomienda de Palacios, C/ Valdebernardo, C/ Hacienda de Pavones, Intercambiador de Pavones.
Por otra parte, antes de 2006, la línea iniciaba su recorrido en la misma Puerta del Sol, pero debido a la peatonalización parcial de la misma, su cabecera ha sido trasladada a la calle de Sevilla, y posteriormente a la calle de Cedaceros.
El 26 de mayo de 2014, cambia el nombre de la cabecera de Sol a Sol-Sevilla.

### Frecuencias
| Lunes a viernes laborables |               |
| De 6:00 a 8:00             | 5-12 minutos  |
| De 8:00 a 19:00            | 5-7 minutos   |
| De 19:00 a 23:00           | 7-17 minutos  |
| Sábados laborables         |               |
| De 6:00 a 10:00            | 9-24 minutos  |
| De 10:00 a 21:00           | 8-11 minutos  |
| De 21:00 a 23:00           | 10-20 minutos |
| Domingos y festivos        |               |
| De 7:00 a 10:00            | 12-21 minutos |
| De 10:00 a 22:00           | 10-14 minutos |
| De 22:00 a 23:00           | 13-20 minutos |

## Recorrido y paradas

### Sentido Pavones
La línea inicia su recorrido en la calle Cedaceros, para luego seguir hasta salir a la calle de Alcalá.
Por la calle de Alcalá baja hasta la Plaza de Cibeles, la atraviesa, después pasa junto a la Puerta de Alcalá (Plaza de la Independencia) y sigue adelante por la calle de Alcalá para desviarse inmediatamente a la derecha por la calle O'Donnell, que recorre unos m girando a la derecha por la Avenida de Menéndez Pelayo.
Recorre esta avenida pasando junto al Parque del Retiro hasta llegar a la Plaza del Niño Jesús, donde gira a la izquierda para tomar la Avenida de Nazaret, que recorre entera, entrando en el barrio de la Estrella por su continuación, la calle de Los Astros, que se junta con la calle Estrella Polar, por la que sigue su recorrido hasta llegar al puente que franquea la M-30 este para entrar en Moratalaz.
Dentro de Moratalaz, la línea sube por el Camino de Vinateros hasta la primera intersección, donde toma la calle Corregidor Diego de Valderrábano girando a la derecha, por la que circula hasta el final para girar a la izquierda por la Avenida de Moratalaz.
La línea sube por esta avenida hasta llegar a la Plaza del Encuentro, donde sale por la calle Hacienda de Pavones, que recorre hasta la Plaza del Conde de Maceda y Taboada, donde gira a la derecha por la calle Pico de Artilleros hasta el final, girando de nuevo a la derecha por la calle Encomienda de Palacios, que recorre hasta que desemboca en la calle Arroyo Fontarrón.
En este punto, la línea gira a la izquierda y recorre esta calle hasta la intersección con la calle Fuente Carrantona, por la que se mete girando a la izquierda para, en la siguiente intersección, girar a la derecha por la calle Encomienda de Palacios.
De nuevo por esta calle circula bordeando el Polideportivo de Moratalaz, hasta girar a la izquierda por la calle Valdebernardo, que recorre hasta la siguiente intersección, donde gira a la izquierda para circular por la calle Hacienda de Pavones y poco después gira de nuevo a la izquierda para entrar en la isla de dársenas del área intermodal, donde tiene su cabecera.
| Código | Parada                                        | Común con                | Conexiones con Metro | Otros |
| ------ | --------------------------------------------- | ------------------------ | -------------------- | ----- |
| 2711   | SOL-SEVILLA (C/ Cedaceros-C/ Los Madrazo)     | 15                       | Sevilla              |       |
| 5239   | Círculo de Bellas Artes                       | 5 15 51 53 150           |                      |       |
| 70     | Cibeles                                       | 1 2 9 15 51 52 74 146    | Banco de España      |       |
| 162    | Puerta de Alcalá-Retiro                       | 1 2 9 15 19 51 52 74 146 | Retiro               |       |
| 174    | Alcalá-Retiro                                 | 2 28                     |                      |       |
| 159    | O'Donnell-Retiro                              |                          |                      |       |
| 195    | Menéndez Pelayo-Menorca                       | 152                      |                      |       |
| 814    | Menéndez Pelayo-Sainz de Baranda              | 26 63 152 C1             | Ibiza                |       |
| 816    | Hospital Niño Jesús                           | 26 63 152 C1             |                      |       |
| 818    | Plaza Niño Jesús                              |                          |                      |       |
| 820    | Nazaret                                       |                          |                      |       |
| 822    | Astros                                        | 30 32                    |                      |       |
| 824    | Estrella                                      | 30 32                    |                      |       |
| 826    | Vinateros-Centro Comercial                    | 30 32                    | Estrella             |       |
| 828    | Corregidor Diego Valderrábano-Lituania        |                          |                      |       |
| 830    | Avenida de Moratalaz-Diego Valderrábano       |                          |                      |       |
| 832    | Corregidor Alonso Aguilar (Av. Moratalaz, 40) |                          |                      |       |
| 5472   | Corregidor Alonso Aguilar                     | 8                        |                      |       |
| 834    | Parque Darwin                                 | 8                        |                      |       |
| 853    | Plaza del Encuentro                           | 30 100                   |                      |       |
| 837    | Hacienda de Pavones-Alonso de Tobar           | 30 100                   |                      |       |
| 838    | Hacienda de Pavones-Cañada                    | 30 100                   |                      |       |
| 51014  | Pico de Artilleros-Corregidor Conde Maceda    |                          |                      |       |
| 843    | Encomienda de Palacios-Pico Artilleros        |                          |                      |       |
| 844    | Encomienda Palacios-Arroyo Fontarrón          | 8                        |                      |       |
| 845    | Arroyo Fontarrón-Pío Felipe                   |                          |                      |       |
| 846    | Arroyo Fontarrón 245                          |                          |                      |       |
| 3661   | Arroyo Fontarrón-Tacona                       |                          |                      |       |
| 847    | Fuente Carrantona-Arroyo Fontarrón            | 142 144                  |                      |       |
| 1997   | Fuente Carrantona-Encomienda de los Palacios  | 8                        |                      |       |
| 1999   | Encomienda de Palacios-Valdebernardo          | 8                        |                      |       |
| 4516   | Valdebernardo-Hacienda de Pavones             | 8                        |                      |       |
| 2731   | Centro de Especialidades de Moratalaz         | 30 32 71                 |                      |       |
| 51046  | PAVONES (Intercambiador)                      |                          | Pavones              |       |

### Sentido Sol / Sevilla
El recorrido de la línea es igual al de la ida pero en sentido contrario excepto en dos puntos:
- La línea no recorre las calles Fuente Carrantona y Arroyo Fontarrón, desde Encomienda de Palacios va directamente hasta la intersección con Pico de Artilleros, donde gira a la derecha.
- Al llegar a la calle de Alcalá pasada la Plaza de Cibeles, sube por la misma hasta girar a la izquierda por las calles Sevilla, Carrera de San Jerónimo y Cedaceros.

| Código | Parada                                      | Común con                                      | Conexiones con Metro | Otros |
| ------ | ------------------------------------------- | ---------------------------------------------- | -------------------- | ----- |
| 51046  | PAVONES (Intercambiador)                    |                                                | Pavones              |       |
| 2730   | Centro de Especialidades de Moratalaz       | 30 32 71                                       |                      |       |
| 2001   | Valdebernardo-Hacienda de Pavones           | 8                                              |                      |       |
| 2000   | Encomienda de Palacios-Valdebernardo        | 8                                              |                      |       |
| 1998   | Fuente Carrantona-Encomienda de Palacios    | 8                                              |                      |       |
| 849    | Encomienda de Palacios-Tacona               | 8                                              |                      |       |
| 850    | Encomienda de Palacios-Pico Artilleros      | 8                                              |                      |       |
| 51013  | Hacienda de Pavones-Corregidor Conde Maceda | 30                                             |                      |       |
| 839    | Hacienda de Pavones-Cañada                  | 30 100                                         |                      |       |
| 851    | Hacienda de Pavones-Alonso de Tobar         | 30 100                                         |                      |       |
| 852    | Plaza del Encuentro                         | 30                                             |                      |       |
| 835    | Parque Darwin                               | 8                                              |                      |       |
| 5473   | Corregidor Alonso Aguilar                   | 8                                              |                      |       |
| 831    | Avenida de Moratalaz-Diego Valderrábano     |                                                |                      |       |
| 829    | Corregidor Diego Valderrábano-Lituania      |                                                |                      |       |
| 827    | Vinateros-Calle 30                          | 30 32                                          | Estrella             |       |
| 825    | Estrella                                    | 30 32                                          |                      |       |
| 823    | Astros-Cruz del Sur                         | 30                                             |                      |       |
| 821    | Nazaret                                     |                                                |                      |       |
| 819    | Plaza Niño Jesús                            |                                                |                      |       |
| 817    | Hospital Niño Jesús                         | 26 63 152 C2                                   |                      |       |
| 815    | Menéndez Pelayo-Sainz de Baranda            | 152                                            | Ibiza                |       |
| 194    | Menéndez Pelayo-Menorca                     | 152                                            |                      |       |
| 158    | O'Donnell-Retiro                            | 2 28                                           |                      |       |
| 161    | Puerta de Alcalá                            | 1 2 9 15 51 52 74 146                          | Retiro               |       |
| 69     | Cibeles                                     | 1 2 9 15 51 52 53 74 146 Exprés Aeropuerto 001 | Banco de España      |       |
| 3689   | Sevilla (solo descenso)                     | 5 15 53 150 002                                | Sevilla              |       |
| 2711   | SOL-SEVILLA (C/ Cedaceros-C/ Los Madrazo)   | 15                                             | Sevilla              |       |

## Galería de imágenes

Mapa zonal de la estación de metro de Pavones con los recorridos de las líneas de autobuses, entre las que aparece el 20.